# 伊薩爾米

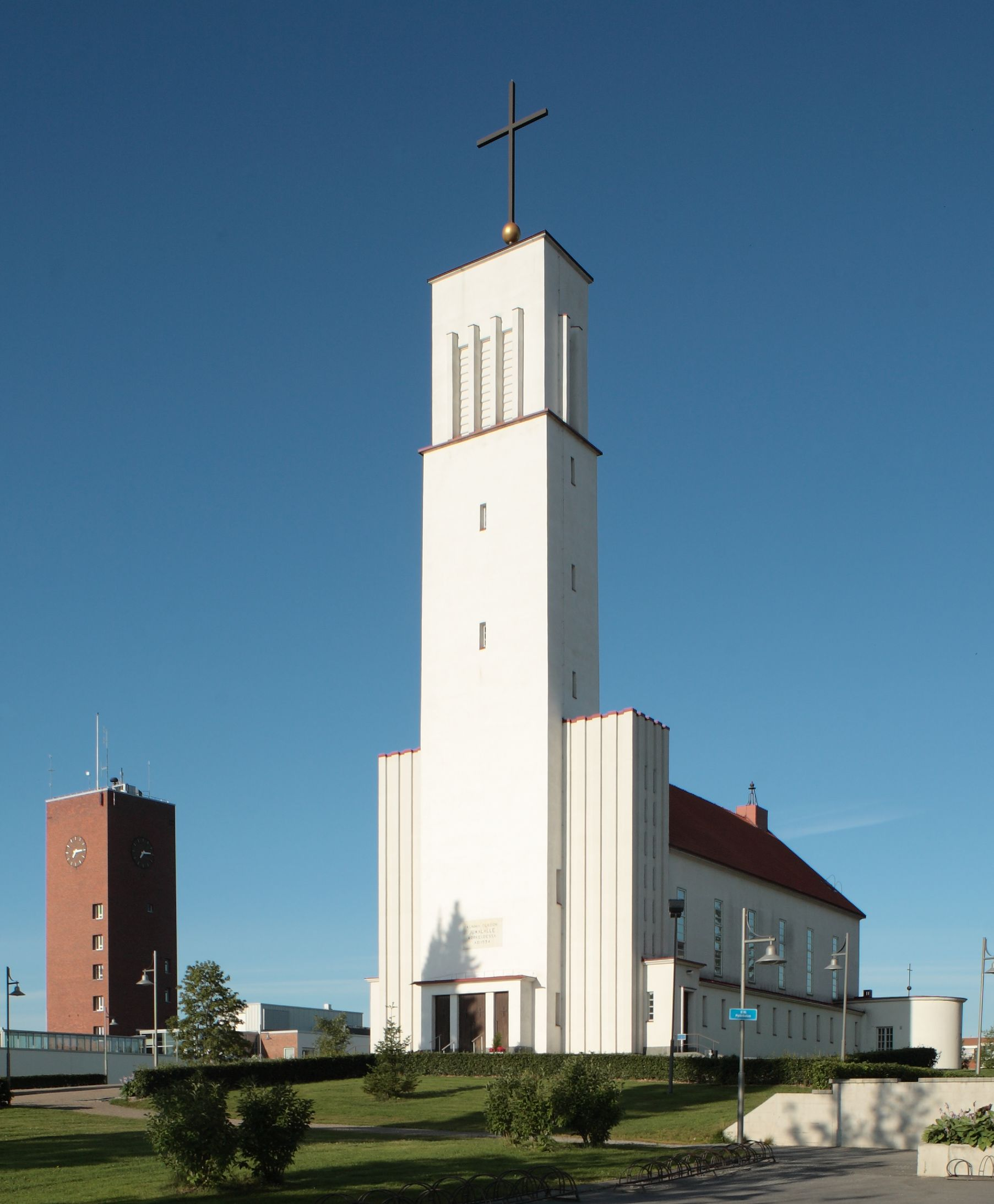
伊薩爾米新教堂

伊薩爾米（芬蘭語：Iisalmi）是芬蘭北薩沃尼亞區的城市，位於該國中部，面積872.13平方公里，2012年人口22,187，其中約99%居民的母語是芬蘭語。

## 友好城市
- 挪威諾托登
- 匈牙利佩采爾
- 瑞典尼雪平
- 德国吕讷堡
- 丹麦尼克宾法尔斯特
- 俄羅斯基里希
- 爱沙尼亚沃魯

## 外部連結
- 伊薩爾米市官方网站 （页面存档备份，存于） （文） （英文） （俄文）